# Greccio
Greccio är en ort och kommun i provinsen Rieti i regionen Lazio i Italien. Kommunen hade 1 550 invånare (2018).